# Watch Dogs: Legion
Watch Dogs: Legion (gestileerd als WATCH DOGS LΞGION) is een action-adventurespel in ontwikkeld door Ubisoft Toronto. Het spel werd uitgegeven door Ubisoft en kwam uit op 29 oktober 2020 voor PlayStation 4, Stadia, Windows en de Xbox One. Later volgt nog PlayStation 5 en de Xbox Series X.
Het spel werd hoofdzakelijk ontwikkeld door Ubisoft Toronto, dat wordt bijgestaan door Ubisoft Montreal, Ubisoft Paris, Ubisoft Bucharest, Ubisoft Kiev en Ubisoft Reflections.

## Gameplay
Watch Dogs: Legion is een third-person action-adventurespel dat zich afspeelt in een dystopisch Londen. De stad wordt gerund als een politiestaat met constante monitoring van burgers. De hackergroep Dedsec verzet zich tegen de overheid en probeert de chaos en corruptie tegen te gaan De toekomst in het spel verbeeldt de donkerste visie van de ontwikkelaars op de huidige ontwikkelingen op technologisch gebied.
Watch Dogs: Legion heeft geen eenduidige protagonist waarmee de speler speelt zoals in de vorige delen in de serie. De speler bestuurt in feite de Dedsec-organisatie en kan kiezen als welk lid van Dedsec hij speelt. De speler kan elke burger in het spel rekruteren tot lid van Dedsec en derhalve een speelbaar personage maken. Elk personage heeft zijn eigen vaardigheden als wel een relatie met Dedsec, dat het rekruteren van de persoon vergemakkelijkt dan wel bemoeilijkt.
Het spel is speelbaar met tot drie andere spelers in een coöperatieve multiplayermodus. Progressie wordt behouden tussen singleplayer- en multiplayersessies.